# Дані Кінтана
Дані Кінтана (ісп. Daniel Quintana Sosa, нар. 8 березня 1987, Лас-Пальмас-де-Гран-Канарія) — іспанський футболіст, півзахисник клубу «Карабах».

## Ігрова кар'єра
Народився 8 березня 1987 року в місті Лас-Пальмас-де-Гран-Канарія. Вихованець футбольної школи клубу «Валенсія», втім за першу команду не виступав, граючи лише за дублюючий склад «Валенсія Месталья», а також на правах оренди в клубі «Пусол» з Терсери, четвертого за рівнем дивізіону країни.
З початку 2008 року грав за клуби Сегунди Б «Онтіньєнт», «Альсіра» та «Расінг». У сезоні 2010/11 грав у Терсері за «Уракан» (Лас-Пальмас), після чого знову виступав у Сегунді Б за «Олімпік» (Шатіва) та «Хімнастік» (Таррагона).
У січні 2013 року перейшов до польського клубу «Ягеллонія». 23 лютого того ж року в матчі проти клубу «Подбескідзе» дебютував у Екстракласі, а 3 березня у матчі проти клубу «Гурника» (Забже) забив свій перший гол за «Ягеллонію». Всього за польський клуб провів півтора року, зігравши 56 матчів і забивши 20 голів у чемпіонаті. 
29 вересня 2014 року перейшов в саудівський клуб «Аль-Аглі». 18 жовтня того ж року в матчі проти клубу «Ан-Наср» (Ер-Ріяд) дебютував у чемпіонаті Саудівської Аравії, а також у цьому матчі забив єдиний гол за «Аль-Аглі». 
У березні 2015 року перейшов в азербайджанський «Карабах», підписавши контракт на 3 роки. У складі «Карабаху» тричі поспіль виграв національний чемпіонат, а також став дворазовим володарем національного кубка. Станом на 19 вересня 2018 року відіграв за команду з Агдама 69 матчів в національному чемпіонаті.

## Титули і досягнення
- Чемпіон Азербайджану (4):

«Карабах»: 2015–16, 2016–17, 2017–18, 2018-19
- Володар Кубка Азербайджану (2):

«Карабах»: 2015–16, 2016–17
- Найкращий бомбардир чемпіонату Азербайджану: 2015–16 (15 голів)